# Klub golih pesti
Klub golih pesti (angleško Fight Club) je ameriški film, ustvarjen leta 1999 po istoimenskem romanu, ki ga je leta 1996 napisal Chuck Palahniuk. Režiser filma je bil David Fincher, v glavnih vlogah pa so zaigrali Brad Pitt, Edward Norton in Helena Bonham Carter. Edward Norton igra neimenovanega protagonista, navadnega človeka, ki je nezadovoljen s svojo "belo-ovratniško" službo, zato ustvari Klub golih pesti z izdelovalcem mila, Tylerjem Durdenom, katerega igra Pitt. Nortonov lik se zaplete v nenavadno razmerje z njim in z Marlo Singer, razuzdano in nemoralno žensko, ki jo upodobi Helena Bonham Carter. 
Palahniukov roman je za filmsko adaptacijo izbrala Laura Ziskin, producentka studija 20th Century Fox. Jim Uhls je bil najet s strani Ziskinove za pisanje adaptacije, za vlogo režiserja pa je bil od štirih možnih izbir najet David Fincher zaradi njegovega navdušenja za film. Fincher in Uhls sta skupaj z zasedbo filma in pomočjo znancev iz filmske industrije skupno razvila scenarij za film. Tako režiser kot zasedba so film primerjali s filmom Upornik brez razloga (1955) in Diplomiranec (1967). Fincher je nameraval uporabiti nasilje, prikazano v Klubu golih pesti, kot metaforo za konflikt med generacijo mladih ljudi in oglaševalskim sistemom vrednotenja. Režiser se je odločil kopirati homoerotična namigovanja iz Palahniukovega romana, da bi obenem ustvaril neudobno atmosfero za gledalce in jim prikril nepričakovani zaplet na koncu filma.
Film ni bil všeč izvršilnim organom studija, zato so prestrukturirali marketinško kampanjo, ki si jo je zamislil Fincher, v poskusu zmanjšanja predvidenih izgub. Klub golih pesti ni dosegel predvidenih zaslužkov v kinematografih, pa tudi kritiki so imeli o filmu mešana mnenja. O filmu so pogosto govorili kot o najbolj kontroverznem filmu leta 1999. Šele s prihodom DVD različice filma je le-ta doživel velik komercialni uspeh, ki je ustaličil Klub golih pesti kot kultni film. Odziv kritikov je postal s časom vse boljši.

## Zgodba
Neimenovani Pripovedovalec zgodbe (Norton) je potujoči uslužbenec avtomobilske družbe, ki trpi za naspečnostjo. Njegov doktor mu zavrne vse prošnje za zdravila in mu namesto tega predlaga obisk podporne skupin, da bi izkusil, kaj pomeni pravo trpljenje. Pripovedovalec se udeleži sestanka podporne skupine za moške, ki trpijo za posledicami raka na modih. Pretenta jih v mišljenje, da je eden od njih, nato pa ugotovi, da je popolno sproščanje čustev prav to, kar je potreboval, da lahko spet normalno spi. Pripovedovalec postane odvisen od igranja žrtve v podpornih skupinah, a ko sreča nekoga, ki počne isto, Marlo Singer, ga njena prisotnost moti, zato se dogovorita, da se bosta izogibala obisku istih podpornih skupin.
Po letu domov s službene poti najde Pripovedovalec svoje stanovanje v ruševinah, uničeno v eksploziji. Na pomoč pokliče Tylerja Durdena, izdelovalca mila, s katerim se je spoprijateljil na letalu. Oba moška se nato dobita v baru, kjer po pogovoru o tem, kakšna bedarija je potrošništvo, Tyler povabi Pripovedovalca k sebi domov. Zunaj bara Tyler zahteva od Pripovedovalca, da ga udari; oba se nato zapleteta v pretep, po katerem se Pripovedovalec vseli v Tylerjevo razpadajočo hišo. Ti pretepi zunaj bara postanejo navada in začnejo privabljati množice moških. Boji se nato preselijo v klet bara, kjer uradno ustanovijo Klub golih pesti.
Pripovedovalec dobi klic od Marle Singer, ki je vzela preveliko mero zdravil, a ji zavrne pomoč in spusti slušalko telefona. Nanj se nato javi Tyler, ki ji pride na pomoč in jo reši. Tyler in Marla postaneta spolno aktivna in Tyler posvari Pripovedovalca, naj ne govori z Marlo o njem. Medtem se po deželi pojavi več "klubov golih pesti", ki se pod Tylerjevim vodstvom spremenijo v proti-materialistično in proti-korporacijsko organizacijo z imenom "Project Mayhem". Pripovedovalec se pritoži Tylerju, da bi rad bil bolj vpleten v dela organizacije, a Tyler nenadoma izgine. Ko med ponesrečeno sabotažno operacijo član organizacije pade pod streli policije, poskusi Pripovedovalec ustaviti projekt, zato sledi Tylerju po sledi njegovih letalskih letov po deželi. V nekem mestu član organizacije pozdravi Pripovedovalca kot Tylerja Durdena. Zmedeni Pripovedovalec pokliče Marlo in ugotovi, da je tudi ona prepričanja, da je on Tyler Durden. Pripovedovalec nenadoma v sobi zagleda Tylerja, ki mu razloži, kaj je disociativna motnja identitete - da sta ločeni osebnosti v enem telesu in da ima Tyler nadzor nad njim medtem ko Pripovedovalec spi.
Pripovedovalec se po pogovoru onesvesti. Ko se prebudi, po svojem telefonskem dnevniku ugotovi, da je Tyler med njegovim spanjem opravljal telefonske klice. Odkrije njegov načrt za izbris dolga velike večine ljudi z uničenjem zgradb, v katerih so kreditni podatki bank in podjetij, kar bi ustvarilo kaos in anarhijo. Pripovedovalec poskusi opozoriti policijo, a ko ugotovi, da so tudi med njimi člani organizacije, poskuša sam razorožiti bombe v kleteh stavb. Tyler ga znova ustavi in prestavi v varno zgradbo, od koder bodo opazovali uničenje. Pripovedovalec, v katerega ima Tyler uperjeno pištolo, se zave, da si deli telo s Tylerjem, torej on sam drži pištolo. Pištolo si usmeri v usta in sproži, a se ustreli skozi lice, ne da bi se ubil. Tyler se zgrudi z izhodno rano skozi zadnji del glave, in Pripovedovalec si ga neha domišljati. Tisti trenutek prispejo člani organizacije z ugrabljeno Marlo in ker verjamejo, da je Pripovedovalec Tyler Durden, ju na njegov ukaz pustijo sama. Zunaj se zaslišijo zvoki eksplozij in rušenja zgradb. Film se konča s Pripovedovalcem in Marlo z roko v roki, medtem ko opazujeta opustošenje.

## Teme
"Zasnovani smo kot lovci, a živimo v času nakupovanja. Nič ni ostalo, kar bi morali ubiti, nič, s čimer bi se morali boriti, nič, kar je treba premostiti, nič, kar je treba odkriti. V tej družbeni sterilizaciji nastane naš navadni človek [Pripovedovalec]."

—David Fincher
Fincher je rekel, da je Klub golih pesti film o "odraščanju", kot film Diplomiranec iz leta 1967, a za ljudi v njihovih tridesetih. Pripovedovalca zgodbe je opisal kot navadnega človeka, povprečneža, in ga pustil neimenovanega v filmu, čeprav ga v scenariju kličejo "Jack". Pripovedovalčevo ozadje je opisal takole: "Trudil se je narediti vse, kar so ga naučili; skušal je najti svoje mesto v tem svetu tako, da se je pretvarjal da je nekdo drug." Pripovedovalec je nezmožen najti veselje, zato potuje po poti razsvetljenja, na kateri mora "ubiti" svoje starše, svojega boga, in svojega učitelja. Na začetku filma ubije svoje starše. S Tylerjem Durdenom ubije svojega boga tako, da počne stvari, ki jih ne bi smela početi. Da dokonča svoj proces odraščanja, mora ubiti še svojega učitelja, Tylerja Durdena.
Njegov karakter je tako obratna različica arhetipa iz filma Diplomiranec, postavljena v devetdeseta leta: "nekdo, ki pred sabo nima celega sveta možnosti, nekdo ki nima nobenih možnosti; dobesedno nobene ideje nima, kako bi spremenil svoje življenje." Zaradi tega je zmeden in razjarjen, in v tej jezi in zmedi reagira na svoje okolje tako, da v svojih mislih ustvari Tylerja Durdena, ki je pravi Nietzschejev übermench. Tyler je vse, kar hoče Pripovedovalec biti, a do Pripovedovalca ne čuti posebnih čustev in mu ne pomaga soočati se s težkimi odločitvami v njegovem življenju. Fincher razloži: "Tyler jemlje življenje zelo idealistično in se ne ubada s kompromisi resničnega življenja, ki jih pozna moderni človek. Tyler ve, da nismo resnično potrebni za večino stvari, ki se dogajajo. So zgrajene in delajo, z ali brez nas." Izvršilni ljudje v studiju so se bali, da bo takšno sporočilo filma preveč "zlovešče in uporniško", zato se je Fincher trudil dodati humor, ki je omilil zloveščnost, da bi namesto tega izpadlo bolj "smešno in uporniško".

"Že zgodaj v nastanku filma so se odločili, da se bom tekom filma stradal, medtem ko bo [Brad Pitt] dvigoval uteži in hodil v solarije; on bo postal vse bolj in bolj idealiziran medtem ko bom jaz zamiral."

—Edward Norton
Nezanesljivi Pripovedovalec filma se ne zave takoj, da Tyler Durden izvira iz njega in da si ga le domišlja. Prav tako zmotoma promovira klube golih pesti kot način, da se počitiš močnega, čeprav se Pripovedovalčev izgled in postava s časom slabšata, medtem ko se Tylerjeva izboljšuje. Čeprav Tyler sprva kaže isto željo po "pravih spopadih" kot Pripovedovalec, se ta s časom sprevrže v nihilistično obnašanje, posvečeno zavračanju in uničenju institucij in monetarnih sistemov. Njegova impulzivna nrav se kaže kot privlačna in osvobujajoča tako za Pripovedovalca kot za ostale člane projekta Mayhem. Tylerjev odnos do njih postaja vse manj človeški, saj jim ukazuje z megafonom, podobno kot upravljavci taborišč v kitajskih prevzgojnih taboriščih. Pripovedovalec se oddalji od Tylerja in na koncu prispe do kompromisa med svojima dveha osebnostnima.
Edward Norton pravi: "Čutim, da je Klub golih pesti resnično... segel v obup in paralizo, ki jo ljudje čutijo, ker so podedovali ta vrednostni sistem oglaševanja." Brad Pitt je rekel: "Klub golih pesti je metafora za našo potrebo po rušenju zidov, ki jih postavljamo okoli sebe in preprosto storiti nekaj, da lahko prvič okusimo pravo bolečino." Klub golih pesti ima mnogo skupnih točk s filmom Upornik brez razloga iz leta 1955; oba pritiskata na frustracije ljudi, ki živijo v sistemu. Osebe, ki so šle skozi družbeno sterilizacijo, so zmanjšane na generacijo "opazovalcev". Kultura, v kateri oglaševanje definira družbeno normo za "zunanje pokazatelje veselja", povzroči nepotrebno iskanje materialnih dobrin, ki nadomesti veliko bolj potreben lov na notranjo, duhovno srečo. V filmu najdemo reference na podjetja Calvin Klein, IKEA in Volkswagen New Beetle. Nortoj pravi o slednjem: "Uničimo ga ... ker se zdi klasičen primer marketinškega načrta Baby Boomer generacije, ki nam prodaja nazaj našo lastno kulturo." Njegov karakter se v filmu sprehodi skozi svoje stanovanje in v spremljavi vizualnih efektov našteva svoje številne IKEA produkte. Fincher opiše Pripovedovalčev zanos: "Življenje s temi predmeti mu ustvarja lažen občutek sreče."
Nasilje v klubih golih pesti ne služi promoviranju ali poveličevanju fizičnih spopadov, ampak da lahko udeleženci začutijo nekaj razen otopelosti, ki je drugače standardna v družbi. Norton je verjel, da boj med možmi odstrani njihov strah pred bolečino in njigovo zanašanje na materialne pokazatelje človekove vrednosti, kar jim dopusti, da občutijo nekaj res dragocenega. Ko se boji sprevržejo v revolucijsko nasilje, se začne Pripovedovalec oddaljevati od Tylerja in zavračati njegove ideje. Klub golih pesti nalašč oblikuje dvoumno sporočilo, čigar interpretacija je prepuščena gledalcem. Fincher razloži: "Ljubim idejo, da lahko imaš fašizem brez ponujanja smeri ali rešitve. Ali ni poanta fašizma prav to, da rečeš 'To je smer, v katero moramo iti'? Ampak ta film ne bi mogel biti dlje od ponujanja kakršnekoli rešitve."

## Igralci
Brad Pitt je Tyler Durden, moški, ki v moderno urejenem in vseh čustev oropanem svetu priznava zgolj in samo telesno bolečino. Le ta mu še daje občutek, da resnično živi in ne le vegetira. Za njegovo vlogo je sprva kandidiral Russel Crowe, a je producent Art Linson za vlogo izbral Pitta.
Edward Norton je Pripovedovalec, človek, ki ga svet japijevske nadvlade vedno bolj utesnjuje in končno prižene do nespečnosti. Ko spozna Tylerja Durdena, se prvič po dolgih mesecih pošteno naspi. A to je le del njegove zgodbe, ki vam jo bo razkril on sam. Za vlogo Pripovedovalca so v studiu hoteli kakšnega bolj znanega in seksapilnega igralca, kot sta Matt Damon in Sean Penn, a Fincher se je na koncu odločil za Nortona.
Helena Bonham Carter je Marla Singer, ženska, pustolovka in hkrati krhko dekle, lačno ljubezni in pozornosti, ki pa ju išče na napačnih poteh. Ne Tyler ne Pripovedovalec nista pravi odgovor na njena vprašanja, a vseeno jo privlačita kot veščo privlači plamen. Fincherjeva prva izbira za vlogo Marle Singer je bila Janeane Garofalo, a ta zaradi seksualno eksplicitnih scen ni hotela vloge. Ostale kandidatke so bile še Reese Witherspoon, Courtney Love in Winona Ryder.
V vlogi Roberta Paulsena srečamo znanega glasbenika Meat Loafa Adaya, v vlogi naveličanega lepotca Angel Facea, ki mu Pripovedovalec dodobra zmaliči obraz, pa srečamo Jareda Leta.
Studio Fox je januarja 1998 sporočil novico, da bosta v filmu igrala Brad Pitt in Edward Norton.  Igralca sta se za vlogo pripravljala s tečaji iz različnih borilnih veščin, kot so boks, tekvondo in grappling, ter s tečajem izdelave mila.

## Glasba
Izvirno glasbo za Klub golih pesti so napisali The Dust Brothers (Michael Simpson in John King), med skladbami, ki film tako značilno spremljajo in zaznamujemo, pa srečamo tudi:
- "Lo Love, No Nothin" v izvedbi Marlene Dietrich skladateljev Lea Robina in Harryja Warrena.
- "Goin' Out West" v izvedbi Toma Waitsa skladateljev Toma Waitsa in Kathleen Brennan.
- še nekaj odlično izbranih skladb skupine Vas, Cezama Argilea, skupine Odditorium in drugih.

Fincherjeva skrb je bila, da bi bile skupine, izkušene v pisanju pesmi za filme, nezmožne ustrezno povezati skupaj teme filma, zato je iskal skupine, ki še niso nikoli snemale za filme. Sprva je hotel posel dati skupini Radiohead, a se je nato odločil dati priložnost The Dust Brothers. 

## Nagrade
Klub golih pesti je bil leta 2000 nominiran za oskarja za najboljšo zvočno obdelavo, a je izgubil proti filmu Matrica. Helena Bonham Carter je osvojila Empire Award leta 2000 za najboljšo britansko igralko. Klub golih pesti je bil nominiran še za najboljši film, najboljšega režiserja, najboljšega igralca(Edward Norton), najboljše urejanje in najbolje prirejen scenarij (Jim Uhls). Čeprav ni zmagal v nobeni kategoriji, ga je organizacija uvrstila med deset najboljših filmov leta 1999.
| Nagrada                               | Kategorija                                | Prejemnik | Rezultat    |
| ------------------------------------- | ----------------------------------------- | --- | ----------- |
| 72. Oskarji                           | Najboljša zvočna obdelava                 | | nominiran/a |
| Blockbuster Entertainment Awards      | Najljubša akcijska ekipa                  | Brad Pitt Edward Norton Jared Leto Meat Loaf                                                                             | nominiran/a |
| 2000 BRIT Awards                      | Najboljša filmska glasba                  | | nominiran/a |
| Costume Designers Guild Awards        | Odlično zasnovani kostumi za sodobni film | Michael Kaplan | nominiran/a |
| DVD Exclusive Awards                  | Najboljši DVD dodatki                     | David Prior | nominiran/a |
| 5. Empire Awards                      | Najboljša britanska igralka               | Helena Bonham Carter | Osvojil/a   |
| Las Vegas Film Critics Society Awards | Best DVD                                  | | nominiran/a |
| Las Vegas Film Critics Society Awards | Najboljše urejanje                        | James Haygood | nominiran/a |
| MTV Movie Awards                      | Najboljši boj                             | Edward Norton proti sebi                                                                                                 | nominiran/a |
| Motion Picture Sound Editors Awards   | Najboljša zvočna obdelava                 | Richard Hymns Ren Klyce Malcolm Fife David C. Hughes Steve Boeddeker Larry Oatfield Lindakay Brown Kyrsten Mate Comoglio | nominiran/a |
| Online Film Critics Society Awards    | Najboljši film                            | | nominiran/a |
| Online Film Critics Society Awards    | Najboljši DVD                             | Osvojil/a |             |
| Online Film Critics Society Awards    | Najboljši DVD komentar                    | Osvojil/a |             |
| Online Film Critics Society Awards    | Najboljši DVD dodatki                     | Osvojil/a |             |
| Online Film Critics Society Awards    | Najboljši igralec                         | Edward Norton | nominiran/a |
| Online Film Critics Society Awards    | Najboljši režiser                         | David Fincher | nominiran/a |
| Online Film Critics Society Awards    | Najboljše urejanje                        | James Haygood | nominiran/a |
| Online Film Critics Society Awards    | Najboljši scenarij po knjigi              | Jim Uhls | nominiran/a |